# Woszczkowo
Woszczkowo – wieś w Polsce położona w województwie wielkopolskim, w powiecie rawickim, w gminie Miejska Górka.
W latach 1975–1998 miejscowość administracyjnie należała do województwa leszczyńskiego.